# Satolas-et-Bonce
Pour les articles homonymes, voir Satolas.
Satolas-et-Bonce [satɔlas e bɔ̃s] est une commune française située dans le département de l'Isère, en région Auvergne-Rhône-Alpes. Au 1er janvier 2023, elle compte 2 533 habitants.

## Géographie

### Situation et description
La commune est positionnée dans la partie nord-ouest du département de l'Isère, en limite du département du Rhône, à l'est de l'agglomération lyonnaise. Satolas-et-Bonce se situe à proximité de l'aéroport de Lyon-Saint-Exupéry qui, à l'origine, portait le nom de Lyon-Satolas.

### Communes limitrophes
|                               | Colombier-Saugnieu (Rhône) |            |
| Saint-Laurent-de-Mure (Rhône) | Satolas-et-Bonce           | Chamagnieu |
| Grenay                        | Saint-Quentin-Fallavier    |            |

Voici ci-dessous une carte représentant le découpage territorial des communes limitrophes :

### Climat
Pour des articles plus généraux, voir Climat d'Auvergne-Rhône-Alpes et Climat de l'Isère.
En 2010, le climat de la commune est de type climat océanique altéré, selon une étude du Centre national de la recherche scientifique s'appuyant sur une série de données couvrant la période 1971-2000. En 2020, Météo-France publie une typologie des climats de la France métropolitaine dans laquelle la commune est dans une zone de transition entre le climat semi-continental et le climat de montagne et est dans une zone de transition entre les régions climatiques « Bourgogne, vallée de la Saône » et « Moyenne vallée du Rhône ». 
Pour la période 1971-2000, la température annuelle moyenne est de 11,9 °C, avec une amplitude thermique annuelle de 18,3 °C. Le cumul annuel moyen de précipitations est de 972 mm, avec 9,6 jours de précipitations en janvier et 6,7 jours en juillet. Pour la période 1991-2020, la température moyenne annuelle observée sur la station météorologique de Météo-France la plus proche, « Lyon-Saint-Exupery », sur la commune de Colombier-Saugnieu à 3 km à vol d'oiseau, est de 12,8 °C et le cumul annuel moyen de précipitations est de 862,5 mm,. Pour l'avenir, les paramètres climatiques de la commune estimés pour 2050 selon différents scénarios d'émission de gaz à effet de serre sont consultables sur un site dédié publié par Météo-France en novembre 2022.
| Mois                                  | jan.             | fév.             | mars            | avril         | mai             | juin          | jui.           | août           | sep.           | oct.            | nov.            | déc.             | année      |
| ------------------------------------- | ---------------- | ---------------- | --------------- | ------------- | --------------- | ------------- | -------------- | -------------- | -------------- | --------------- | --------------- | ---------------- | ---------- |
| Température minimale moyenne (°C)     | 1,1              | 1,4              | 4,3             | 7,3           | 11,2            | 14,8          | 16,7           | 16,5           | 12,8           | 9,6             | 4,8             | 1,9              | 8,5        |
| Température moyenne (°C)              | 3,9              | 4,9              | 8,8             | 12,1          | 16,1            | 19,9          | 22,1           | 21,9           | 17,7           | 13,5            | 7,9             | 4,6              | 12,8       |
| Température maximale moyenne (°C)     | 6,6              | 8,4              | 13,4            | 16,9          | 20,9            | 25            | 27,5           | 27,3           | 22,5           | 17,3            | 11              | 7,2              | 17         |
| Record de froid (°C) date du record   | −20,3 07.01.1985 | −12,9 11.02.1986 | −9,6 01.03.05   | −3 08.04.03   | −0,2 01.05.1976 | 4 04.06.1984  | 6,6 22.07.1980 | 5,1 30.08.1986 | 1,7 22.09.1977 | −3,7 31.10.1997 | −8,1 27.11.1989 | −12,7 10.12.1980 | −20,3 1985 |
| Record de chaleur (°C) date du record | 20,4 10.01.15    | 22,4 24.02.1990  | 26,1 22.03.1990 | 28,8 30.04.05 | 33,9 24.05.09   | 38,1 22.06.03 | 39,4 24.07.19  | 39,9 24.08.23  | 34,2 10.09.23  | 30,3 09.10.23   | 22,4 08.11.15   | 20,1 18.12.1989  | 39,9 2023  |
| Ensoleillement (h)                    | 727              | 993              | 1 678           | 1 826         | 2 165           | 2 515         | 2 786          | 2 469          | 186            | 1 235           | 717             | 504              | 19 473     |
| Précipitations (mm)                   | 55               | 46,9             | 54,1            | 72,4          | 82,7            | 70,7          | 67,4           | 70,6           | 86,6           | 101             | 92,1            | 63               | 862,5      |

### Hydrographie
Le territoire communal est longé dans sa partie orientale par la Bourbre, petite rivière canalisée dans ce secteur. Ce cours d'eau d'une longueur de 72,2 km est un affluent direct en rive gauche du Rhône.

### Voies de communication et transports
La commune est desservie par les axes routiers suivants
- L'autoroute A432 (sortie  5 à 31 km).
- La RD 75 qui la relie à l'ancienne route nationale 6 déclassée en RD1006.

## Urbanisme

### Typologie
Au 1er janvier 2024, Satolas-et-Bonce est catégorisée bourg rural, selon la nouvelle grille communale de densité à sept niveaux définie par l'Insee en 2022.
Elle est située hors unité urbaine. Par ailleurs la commune fait partie de l'aire d'attraction de Lyon, dont elle est une commune de la couronne,. Cette aire, qui regroupe 397 communes, est catégorisée dans les aires de 700 000 habitants ou plus (hors Paris),.

### Occupation des sols
L'occupation des sols de la commune, telle qu'elle ressort de la base de données européenne d’occupation biophysique des sols Corine Land Cover (CLC), est marquée par l'importance des territoires agricoles (70,1 % en 2018), en diminution par rapport à 1990 (81,7 %). La répartition détaillée en 2018 est la suivante : 
terres arables (60,3 %), zones urbanisées (11,4 %), zones industrielles ou commerciales et réseaux de communication (9,9 %), prairies (5,6 %), mines, décharges et chantiers (4,6 %), zones agricoles hétérogènes (4,2 %), forêts (4 %). L'évolution de l’occupation des sols de la commune et de ses infrastructures peut être observée sur les différentes représentations cartographiques du territoire : la carte de Cassini (XVIIIe siècle), la carte d'état-major (1820-1866) et les cartes ou photos aériennes de l'IGN pour la période actuelle (1950 à aujourd'hui).

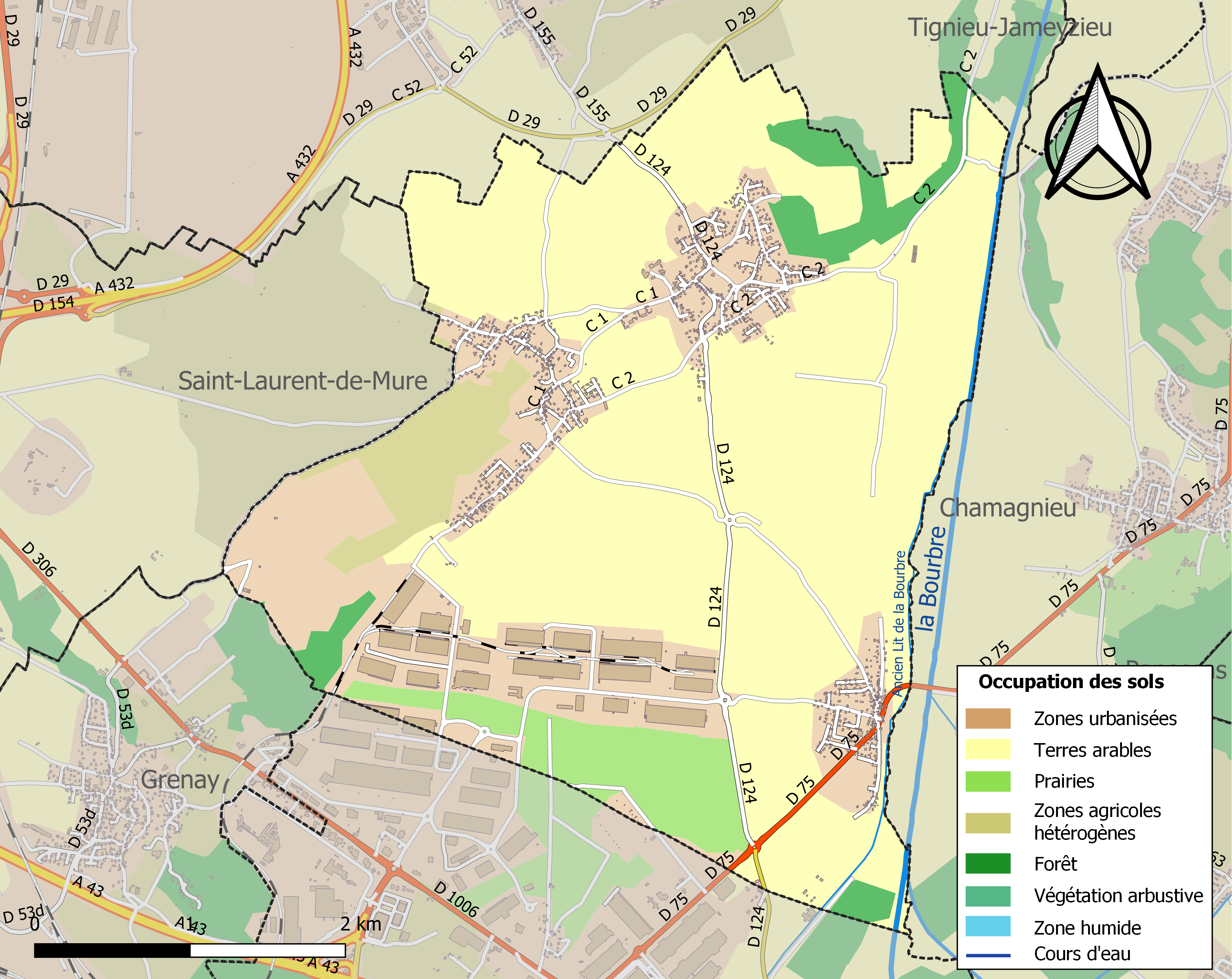
Carte des infrastructures et de l'occupation des sols de la commune en 2018 (CLC).

### Risques naturels et technologiques

#### Risques sismiques
L'ensemble du territoire de la commune de Satolas-et-Bonce est situé en zone de sismicité n°3 (sur une échelle de 1 à 5), comme la plupart des communes de son secteur géographique.
| Type de zone | Niveau            | Définitions (bâtiment à risque normal) |
| ------------ | ----------------- | -------------------------------------- |
| Zone 3       | Sismicité modérée | accélération = 1,1 m/s2                |

## Toponymie

### Microtoponymie
Noms de lieux-dits et écarts :
- La vie de Pierre : vie est une déformation de voie que l'on retrouve dans les "quatre vies", les 4 chemins.
- La Léchère : zone marécageuse peuplée de lèche, dont la fibre servait de lien
- Verney : les vernes sont des arbustes de zone marécageuse
- Mollard : mollard désigne une colline

## Histoire
L'occupation de ce lieu est très ancienne à cause de la position privilégiée en bordure du plateau, dans un système de petites collines, où se nichent plusieurs pierres à cupules, témoin d'une occupation préhistorique. Deux sont encore en place, au sud et à l'ouest de Combe la Saume, une autre a été déplacée pour sauvegarde au château, une autre signalée au XIXe siècle en bordure de Colombier a simplement disparu ( remaniement des chemins et des champs). Elles font partie d'un ensemble important jusqu'à Bourgoin-Jallieu en passant par Chozeau, Panossas etc.

## Politique et administration
Par la loi no 67-1205 du 30 décembre 1967, la commune de Satolas-et-Bonce est amputée de parcelles de son territoire (365 hectares) au profit de celle de Saint-Laurent-de-Mure lors du transfert de cette dernière du département de l'Isère au département du Rhône, en vue de la construction de l'aéroport qui a porté le nom de Lyon-Satolas jusqu'au 29 juin 2000.

### Liste des maires
| Période                                  | Période                       | Identité         | Étiquette | Qualité |
| ---------------------------------------- | ----------------------------- | ---------------- | --------- | --- |
| Les données manquantes sont à compléter. |                               |                  |           | |
| mars 1965                                | mars 1971                     | Jacques Debuchy  |           | |
| mars 1971                                | mars 1983                     | Lucien Benoit    |           | Réélu en 1977 |
| mars 1983                                | mars 2014                     | Jean Besson      | UMP       | Maire honoraire |
| mars 2014                                | octobre 2023                  | Damien Michallet | UMP → LR  | Cadre supérieur Sénateur de l'Isère (2023 → ) Conseiller départemental de La Verpillière (2015 → ) Vice-président du conseil départemental (2015 → 2023) Vice-président de la CA Porte de l'Isère (2014 → 2023) Démissionnaire à la suite de son élection comme sénateur |
| octobre 2023                             | En cours (au 20 octobre 2023) | Christine Sadin  |           | Gestionnaire de planification Première adjointe au maire (2020 → 2023) |

### Tendances politiques et résultats
| Scrutin             | Scrutin             | 1er tour | 1er tour | 1er tour | 1er tour | 1er tour | 1er tour | 1er tour | 1er tour  | 1er tour | 1er tour | 1er tour | 1er tour | 2d tour | 2d tour | 2d tour | 2d tour | 2d tour | 2d tour |
| Scrutin             | Scrutin             | 1er      | 1er      | %        | 2e       | 2e       | %        | 3e       | 3e        | %        | 4e       | 4e       | %        | 1er     | 1er     | %       | 2e      | 2e      | %       |
| ------------------- | ------------------- | -------- | -------- | -------- | -------- | -------- | -------- | -------- | --------- | -------- | -------- | -------- | -------- | ------- | ------- | ------- | ------- | ------- | ------- |
| Présidentielle 2017 | Présidentielle 2017 |          | FN       | 33,82    |          | EM       | 20,49    |          | LR        | 17,85    |          | LFI      | 13,89    |         | FN      | 51,52   |         | EM      | 48,48   |
| Présidentielle 2022 | Présidentielle 2022 |          | RN       | 34,63    |          | LREM     | 25,46    |          | LFI       | 13,59    |          | REC      | 9,83     |         | RN      | 54,31   |         | LREM    | 45,69   |
| Législatives 2022   | 10e                 |          | RN       | 34,18    |          | Ren-Ens  | 23,47    |          | LFI-Nupes | 15,64    |          | LR       | 13,48    |         | RN      | 52,46   |         | Ren     | 47,54   |
| Législatives 2024   | 10e                 |          | RN       | 54,40    |          | Ren-Ens  | 19,40    |          | LFI-NFP   | 14,48    |          | LR       | 10,60    |         | RN      | 69,80   |         | LFI     | 30,20   |

## Population et société

### Démographie
L'évolution du nombre d'habitants est connue à travers les recensements de la population effectués dans la commune depuis 1800. Pour les communes de moins de 10 000 habitants, une enquête de recensement portant sur toute la population est réalisée tous les cinq ans, les populations de référence des années intermédiaires étant quant à elles estimées par interpolation ou extrapolation. Pour la commune, le premier recensement exhaustif entrant dans le cadre du nouveau dispositif a été réalisé en 2006.

En 2022, la commune comptait 2 540 habitants, en évolution de +5,66 % par rapport à 2016 (Isère : +3,07 %, France hors Mayotte : +2,11 %).
| 1800 | 1806 | 1821  | 1831  | 1836  | 1841  | 1846  | 1851  | 1856  |
| ---- | ---- | ----- | ----- | ----- | ----- | ----- | ----- | ----- |
| 932  | 907  | 1 082 | 1 254 | 1 283 | 1 273 | 1 300 | 1 416 | 1 333 |

| 1861  | 1866  | 1872  | 1876  | 1881  | 1886  | 1891  | 1896  | 1901 |
| ----- | ----- | ----- | ----- | ----- | ----- | ----- | ----- | ---- |
| 1 309 | 1 244 | 1 191 | 1 149 | 1 188 | 1 115 | 1 087 | 1 050 | 971  |

| 1906 | 1911 | 1921 | 1926 | 1931 | 1936 | 1946 | 1954 | 1962 |
| ---- | ---- | ---- | ---- | ---- | ---- | ---- | ---- | ---- |
| 895  | 865  | 822  | 776  | 745  | 703  | 605  | 627  | 677  |

| 1968 | 1975 | 1982 | 1990  | 1999  | 2006  | 2011  | 2016  | 2021  |
| ---- | ---- | ---- | ----- | ----- | ----- | ----- | ----- | ----- |
| 718  | 760  | 880  | 1 365 | 1 651 | 1 941 | 2 137 | 2 404 | 2 520 |

| 2022  | - | - | - | - | - | - | - | - |
| ----- | - | - | - | - | - | - | - | - |
| 2 540 | - | - | - | - | - | - | - | - |

### Enseignement
La commune est rattachée à l'académie de Grenoble.

### Médias
Historiquement, le quotidien à grand tirage Le Dauphiné libéré consacre, chaque jour, y compris le dimanche, dans son édition du Nord-Isère, un ou plusieurs articles à l'actualité de la communauté de communes, ainsi que des informations sur les éventuelles manifestations locales, les travaux routiers, et autres événements divers à caractère local.

### Cultes
L'église paroissiale de rite catholique Église Saint-Pierre-et-Saint-Blaise de Satolas, propriété de la commune, est rattachée au diocèse de Grenoble-Vienne et à la paroisse Saint-Paul-des-Quatre-Vents, dont le siège est à Villefontaine.

## Culture et patrimoine

### Lieux et monuments
Pierres à cupules
On note la présence de plusieurs pierres à cupules sur la commune. Deux sont répertoriées dans la base Isère. Ces pierres à cupules  sont à rapprocher de celle de Chozeau : la Chaise du Seigneur.
Haut Bonce : depuis Satolas, traverser le Haut-de-Bonce en direction de l'aéroport. Après les derniers bâtiments, on voit des blocs erratiques volumineux dans le haut des prés sur la gauche de la route. Un chemin de terre relativement carrossable débute, le prendre sur 50 m puis prendre celui de gauche sur 150 m et à nouveau à gauche pour revenir sur le hameau sur 300 m : il mène tout droit à un gros bloc. Juste après, pénétrer dans la haie pour trouver cette pierre à cupule découverte vers 1970 (31 cupules selon la base Isère,).
Serverieu : cette pierre à cupule découverte vers 1980 au lieudit Serverieu, dans les champs bordant le nord ouest du bourg de Satolas a été déplacé en bord de champs puis au château de Bonce (à l'entrée du bourg de Satolas) où elle trône actuellement sur une meulière. Elle présente 14 cupules.
Une troisième pierre se situe en limite du Haut Bonce à 500 m de la première, mais sur le territoire de Saint Laurent, dans le département voisin.
Église Saint-Pierre-et-Saint-Blaise
Construite sur un terrain donné par Mme de Bellescize en 1923.
Une cloche « Saint Jacques » datant de 1688 est mentionnée dans les archives en 1886, citant le curé en activité : le père Jean de Laude, et ses parrain et marraine (Pierre de Favre et Daele Giliberte de Rigot). Elle porte l'effigie de St Pierre et st Jacques et fait donc partie du patrimoine Jacquaire de la région, sans toutefois être rattachée à un chemin (départ le plus proche : Lyon).
Chapelle du Chaffard
Époque contemporaine, rénovée avec l'église en 2010. Son architecture est à rapprocher de l'église d'Edenville (Jullouville-50).
La croix de l'éperon
Calvaire sur l'antécime de la cote 271, dominant le bois de David et offrant une vue sur toute la vallée de la Bourbre. Elle est appréciée des photographes pour ses levés de soleil au-dessus des bancs de brume de la bourbre, devant les collines de l'Isle Cremieu.

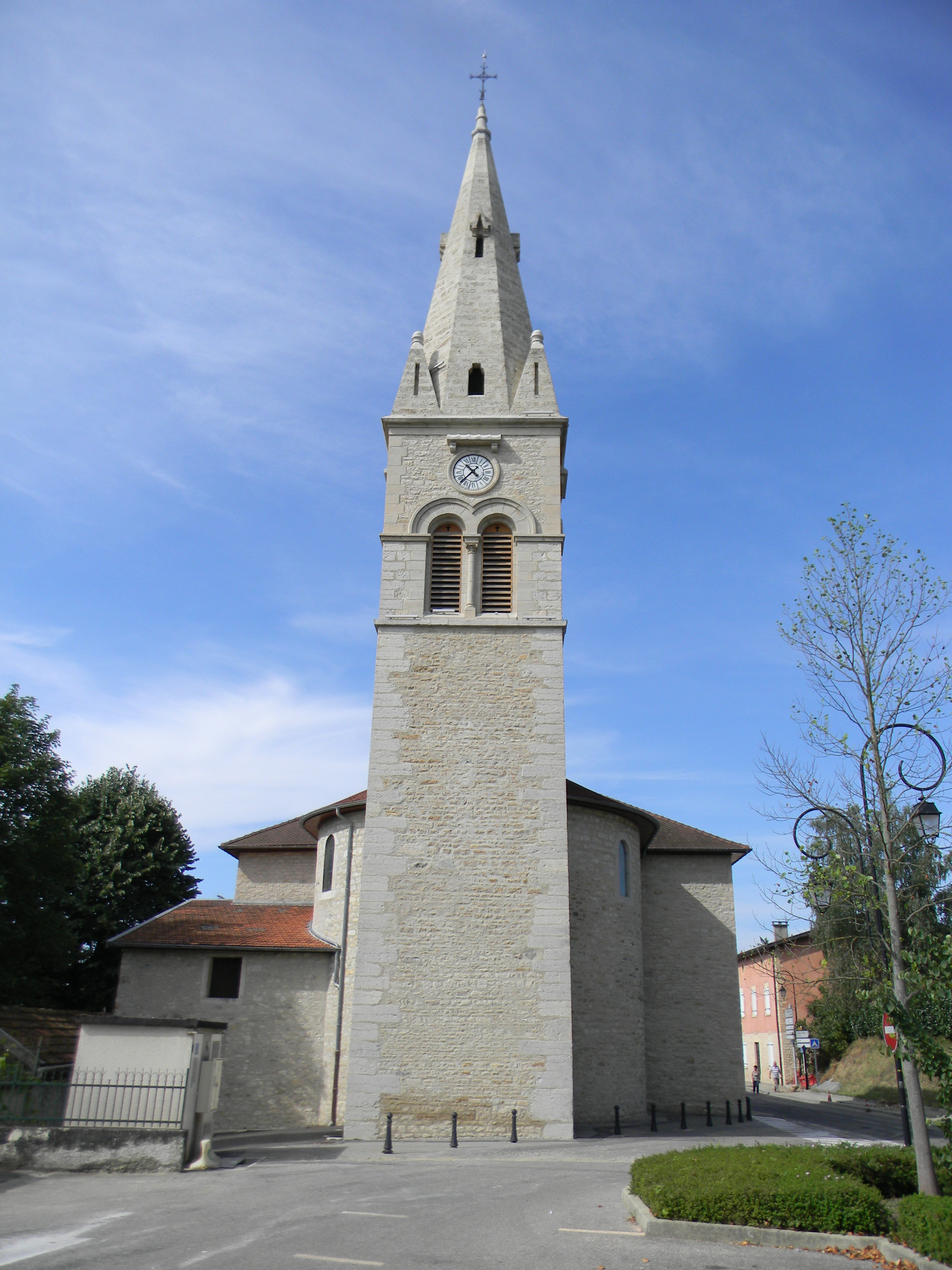
L'église.
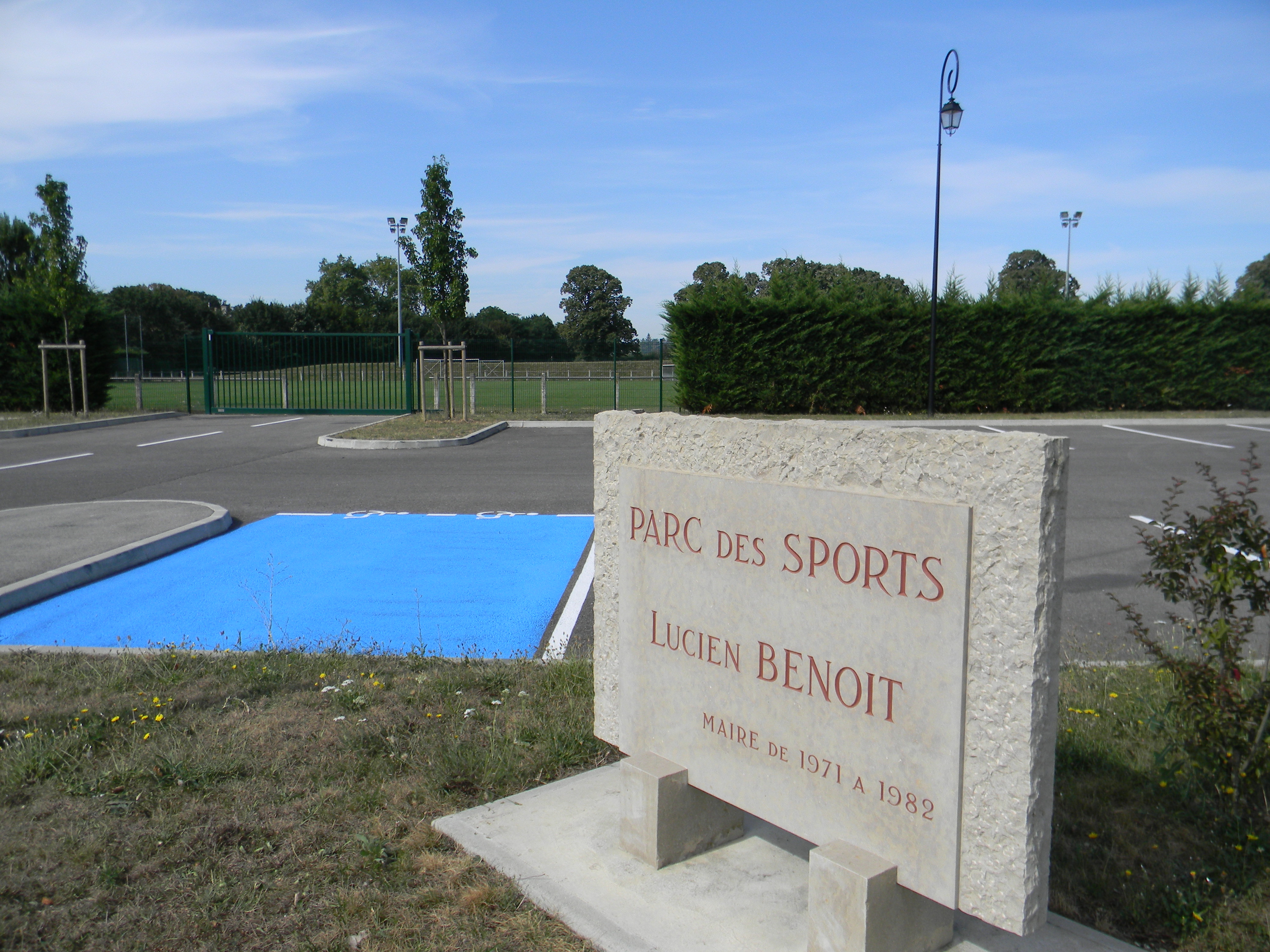
Le parc de sport.
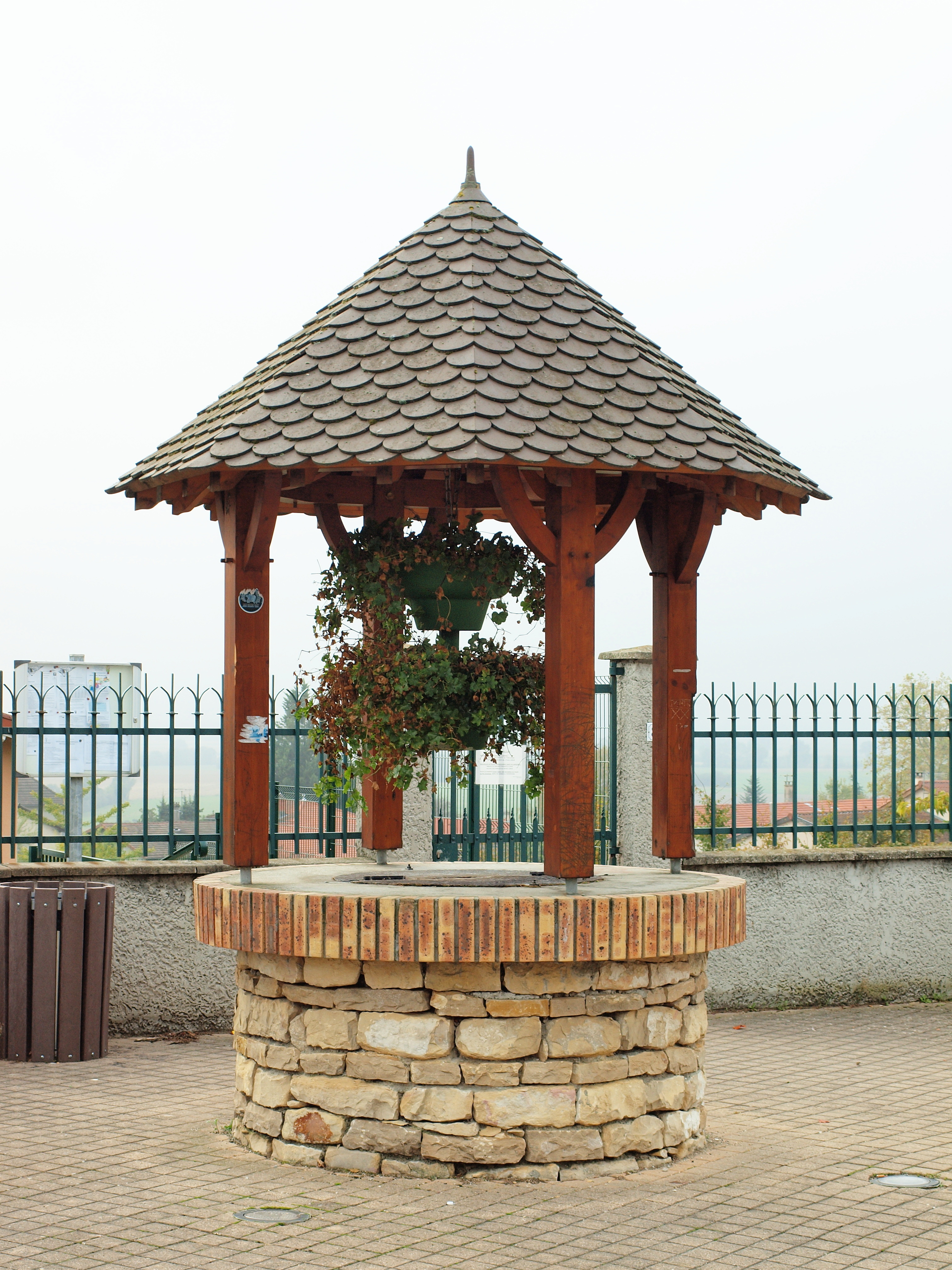
Le puits.
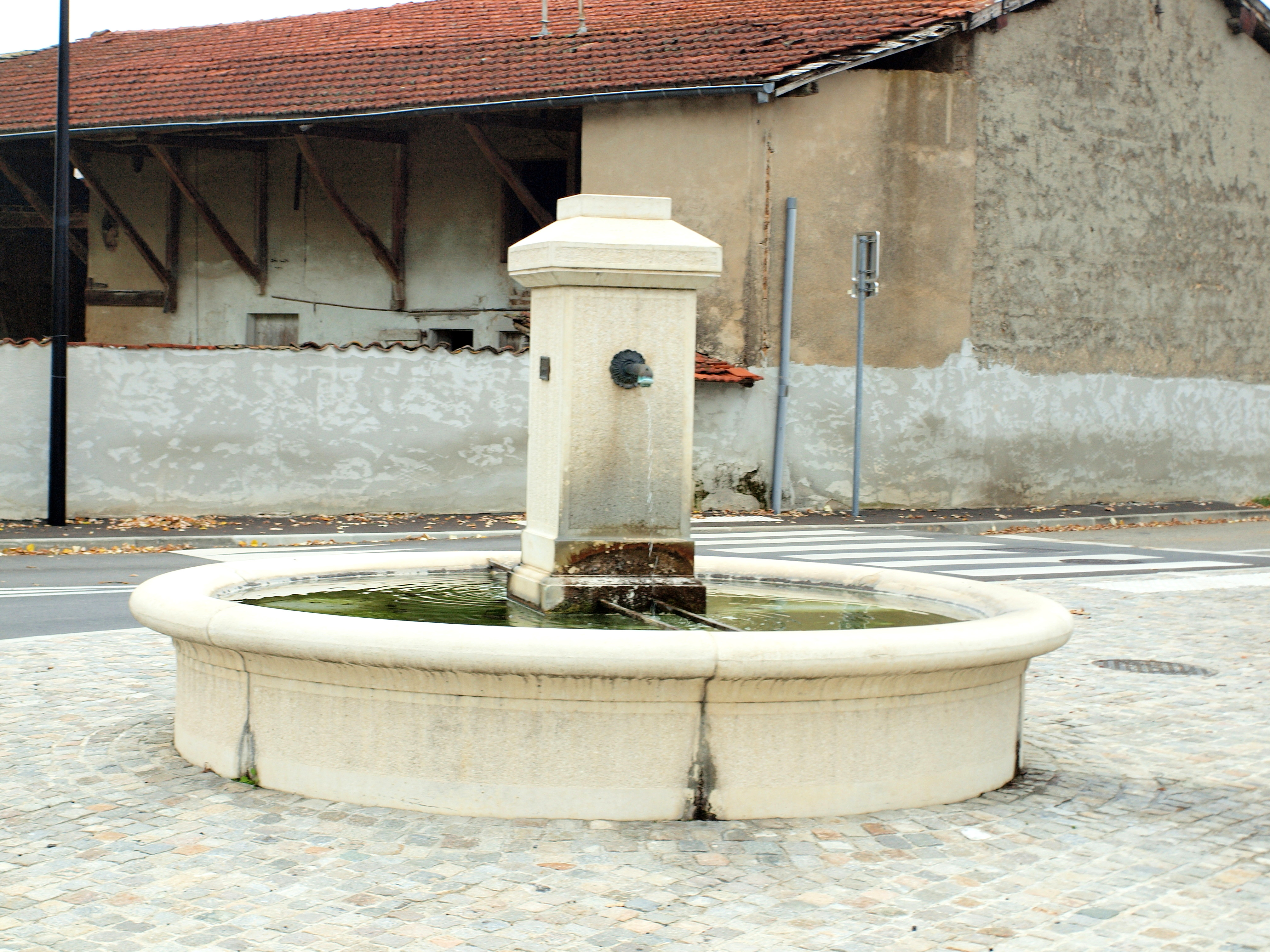
La fontaine.
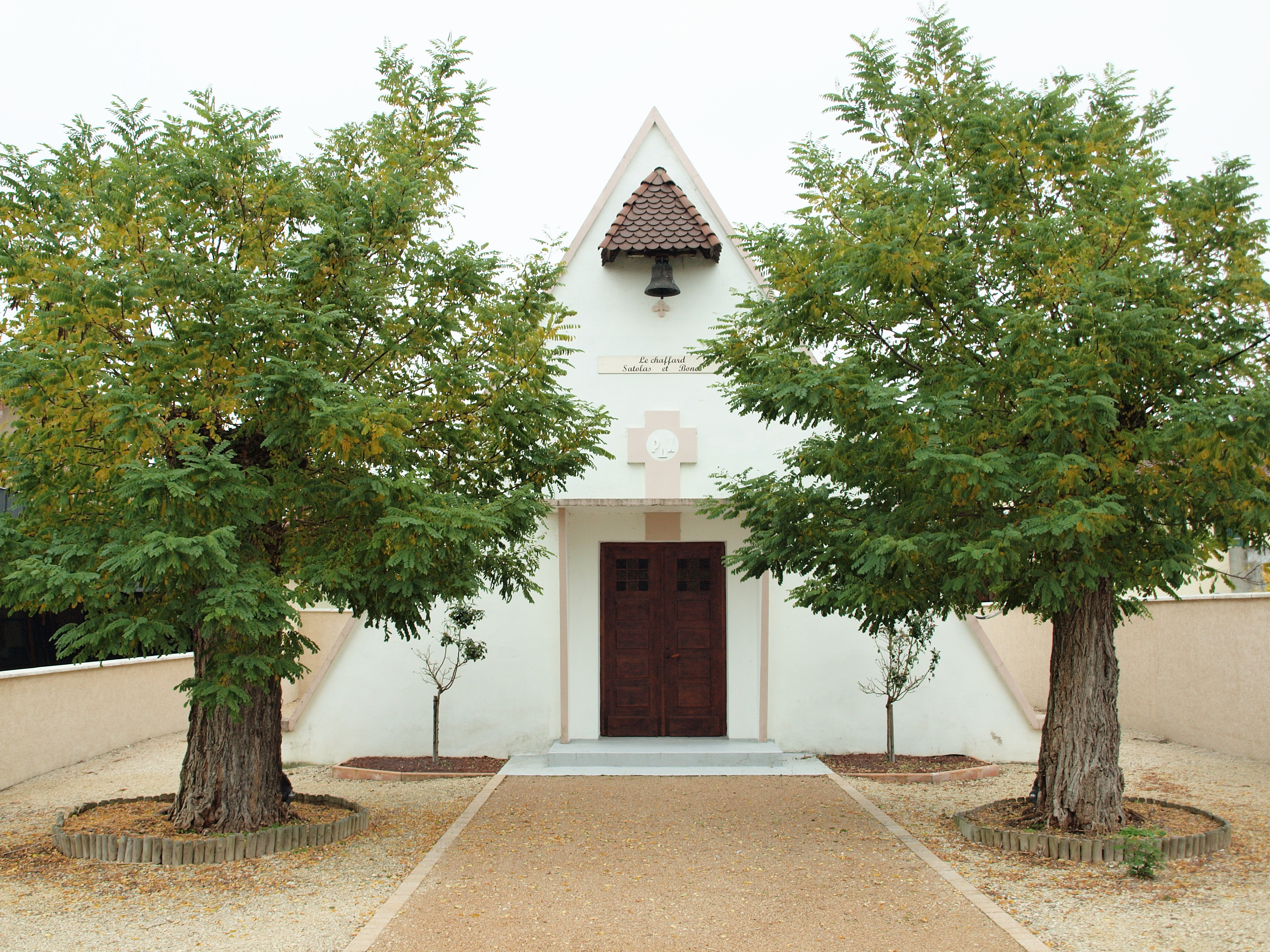
La chapelle du Chaffard.

### Personnalités liées à la commune
- Henri Béraud, romancier et journaliste lyonnais.
- Henri de Bellescize, légende de la radiodiffusion, inventeur en 1932 de la boucle à verrouillage de phase.

### Héraldique, logotype et devise
| Blason | Blasonnement : Parti au 1) de gueules à une clef d'or, au 2) d'azur à trois étoiles d'argent ; le tout sommé d'un chef d'or à un dauphin vif d'azur, crêté, oreillé et barbelé de gueules, qui est du Dauphiné. |